# Xã Turbett, Quận Juniata, Pennsylvania
Xã Turbett (tiếng Anh: Turbett Township) là một xã thuộc quận Juniata, tiểu bang Pennsylvania, Hoa Kỳ. Năm 2010, dân số của xã này là 981 người.